# Alessandro (ópera)
Alessandro (Alejandro Magno) es una ópera de Georg Friedrich Händel (HWV 21) escrita en 1726. 
Basada en el libreto en italiano de Paolo Rolli, la historia está basada en torno al viaje de Alejandro Magno a la India, donde conoce a Poro, el rey de esa región, objeto de otra ópera de Handel de ese nombre.
La obra tuvo su primera actuación el 5 de mayo de 1726 en el King's Theatre de Londres.
Actualmente, es poco representada; en las estadísticas de Operabase aparece con sólo 3 representaciones en el período 2005-2010.

## Personajes
| Personaje  | Tesitura      | Reparto del estreno           |
| ---------- | ------------- | ----------------------------- |
| Alessandro | alto castrato | Francesco Bernardi "Senesino" |
| Rossane    | soprano       | Faustina Bordoni              |
| Lisaura    | soprano       | Francesca Cuzzoni             |
| Tassile    | alto castrato | Antonio Baldi                 |
| Clito      | bajo          | Giuseppe Maria Boschi         |
| Leonato    | tenor         | Luigi Antinori                |
| Cleone     | contralto     | Anna Vincenza Dotti           |

## Sinopsis
Alessandro llega a creer que es el hijo del dios Júpiter. Su ilusión es tal que exige ser adorado como un dios. Sus capitanes macedonios conspiran para curarlo de esta creencia, pero sus esfuerzos son inútiles. En el transcurso de la obra, Rossane y Lisaura son rivales por el afecto de Alessandro. 